# Сражение у Кап-Франсе
Сражение у Кап-Франсе — сражение в октябре 1757 года в ходе Семилетней войны между британским и французским флотами. Британский флот был отправлен к берегам Сан-Доминго в надежде перехватить французский торговый конвой, направляющийся во Францию, но обнаружил, что сопровождение конвоя были слишком сильным. Французы решили отогнать англичан, после чего британские корабли напали на них. Англичане нанесли значительный ущерб противникам, но в свою очередь были сильно повреждены, и после нескольких часов французы оторвались и вернулись в порт. Английская эскадра также вернулся в порт для проведения ремонта.

## Предыстория
Британский флот под командованием коммодора Артура Форреста был отправлен с Ямайки контр-адмиралом Томасом Котсом на перехват французского конвоя. Британская эскадра включала два 60-пушечных линейных корабля: HMS Augusta (флагман Форреста), HMS Dreadnought (под командованием капитана Мориса Саклинга), а также 64-пушечный линейный корабль HMS Edinburgh (под командованием капитана Уильяма Лэнгдона). Эскадра прибыла к Кап-Франсе утром 21 октября, ожидая там найти конвой.
Сопровождение французского конвоя, во главе с Ги Франсуа де Коэтнемпреном, графом де Керсеном, было усилено, и ко времени британского прибытия состояло из четырёх линейных кораблей и трёх больших фрегатов. Обладая превосходящими силами, де Керсен вышел в море, как только подошли англичане. Де Керсен поднял свой флаг на борту 70-пушечного Intrépide, его сопровождал 70-пушечный Sceptre (под командованием капитана Клавеля), 64-пушечный Opiniâtre (под командованием капитана Мольё), 50-пушечный Greenwich (под командованием капитана Фуко), 44-пушечный фрегат Outarde и 32-пушечные фрегаты Sauvage и Licorne.

## Битва
Французские силы оказались значительнее, чем ожидалось, и Форрест призвал своих капитанов на совет на борту флагмана. Три капитана встретились на юте «Аугусты», после чего Форрест заявил: «Что же, господа, вы видите, что они выдвинулись, чтобы атаковать нас». Саклинг ответил: «Я думаю, было бы жаль их разочаровать», к этим словам присоединился и Лэнгдон. Форрест закрыл дискуссию, сказав: «Очень хорошо, теперь отправляйтесь на свои корабли» — так завершился совет, длившийся всего полминуты.
Англичане выстроились в боевой порядок и, несмотря на французское превосходство, двинулись навстречу противнику. Впереди шёл «Дредноут», «Аугуста» — в центре, «Эдинбург» — в арьергарде. Бой начался в 3:20 после полудня и продолжался в течение двух с половиной часов, пока де Керсен не сигнализировал одному из своих фрегатов отбуксировать повреждённый флагман Intrépide из боевой линии. При этом французская линия смешалась, Intrépide, Sceptre и Greenwich встали бортами друг против друга и попали под сильный обстрел с «Аугусты» и «Эдинбурга».
Остальные французские корабли постепенно стали выходить из боя. Англичане были не в состоянии их преследовать, понеся потери — 23 убитых и 89 раненых, мачты были повреждены, как и такелаж. «Дредноут» потерял бизань-мачту и был не в состоянии преследовать французов, в итоге английская эскадра удалилась на Ямайку, чтобы провести ремонт. Де Керсен, раненый в бою, вернулся к Кап-Франсе для проведения ремонта, а затем отплыл во Францию с конвоем в ноябре. Французские потери в акции были оценены в 500—600 убитых и раненых.

## Последствия
Битва не имела очевидного исхода, де Керсен всё-таки смог провести свой конвой во Францию, как только его корабли были отремонтированы. Тем не менее британских капитанов поощрили за мужество и упорство против превосходящих сил. Значительную часть матросов де Керсен потерял не в бою, а в шторме у мыса Кап-Франсе после битвы, когда Opiniâtre, Greenwich и Outarde сели на мель и были взорваны. Потеря Greenwich 1 января 1758 года положила конец краткому пребыванию этого корабля на французской службе (он был захвачен французской эскадрой коммодора Жозефа де Бофремона в 1757 году во время рейда против английской эскадры капитана Роберта Роддама).
Память о битве и воспевание британского героизма происходило в течение всего XVIII века. Племянник Мориса Саклинга, Горацио Нельсон, знал о подвигах своего дяди, а 48 лет спустя, утром 21 октября 1805 года, сказал хирургу HMS Victory Уильяму Битти, что 21 октября — счастливейший день в году в его семье, но не назвал причину этого. Нельсон несколько раз сказал капитану Томасу Харди и доктору Александру Скотту, «21 октября будет нашим днём». 21 октября Нельсон добился своей главной и последней победы в битве при Трафальгаре, но сам пал в бою.